# 미래아이앤지
미래아이앤지(Mirae ING Co. Ltd.)는 대한민국의 금융솔루션 기업이다. 본사는 서울특별시 강남구 삼성로 648에 위치해 있으며 대표이사는 김학수이다. 2023년 3월 3일 액면병합을 하여 주식 액면가가 100원에서 500원이 되었다
판타지오와 함께 케이바이오컴퍼니 최대 지분을 보유하고 있다

## 역사
1971년 3월 국제전자공업㈜으로 설립되었다. 2000년 3월 상호를 유니모 테크놀로지(주)로 변경하였다. 2010년 6월 상호를 유니모씨앤씨㈜로 변경하였다. 2013년 1월 사명을 디올메디바이오로 변경하였다. 2015년 3월 사명을 현재의 것으로 변경하였다.

## 같이 보기
- 휴마시스
- 아티스트코스메틱
- 골드퍼시픽
- 인콘
- 판타지오
- 케이바이오
- 경남제약
- 빌리언스

## 참고문헌
1. ↑  김사무엘, '동전주'였는데 어느새 1000원대?…"액면병합 유의하세요", 머니투데이, 2023.04.06
2. ↑  케이바이오컴퍼니, 최대주주가 지분 추가 취득 ... 재무건전성 높였다, 머니투데이, 2023.07.25